# Torre El Pedregal
A Torre El Pedregal egy 110 méter magas lakóépület Salvador fővárosi agglomerációjában. 2020-ig, a Torre Millennium elkészültéig ez volt az ország legmagasabb épülete. Építése 2008-ban kezdődött, 2010. június 24-én adták át.

## Leírás
Az épület az ország középső részén, San Salvador főváros közigazgatási határától délnyugatra, a La Libertad megyéhez tartozó Antiguo Cuscatlánban található, nem sokkal a Pánamerikai főútvonaltól északra, az El Pedregal nevű  utca déli oldalán.
A Grupo Roble tulajdonában álló 27 emeletes toronyház magassága 110 méter és 30 centiméter. 19 lift működik benne, amelyekben ujjlenyomat-felismerő berendezések működnek. Összesen 87 darab luxuslakást alakítottak ki benne, de rendelkezik konditeremmel, rendezvényszalonnal, úszómedencével, teraszokkal, körülötte pedig parkosított területet alakítottak ki játszótérrel.

## Képek

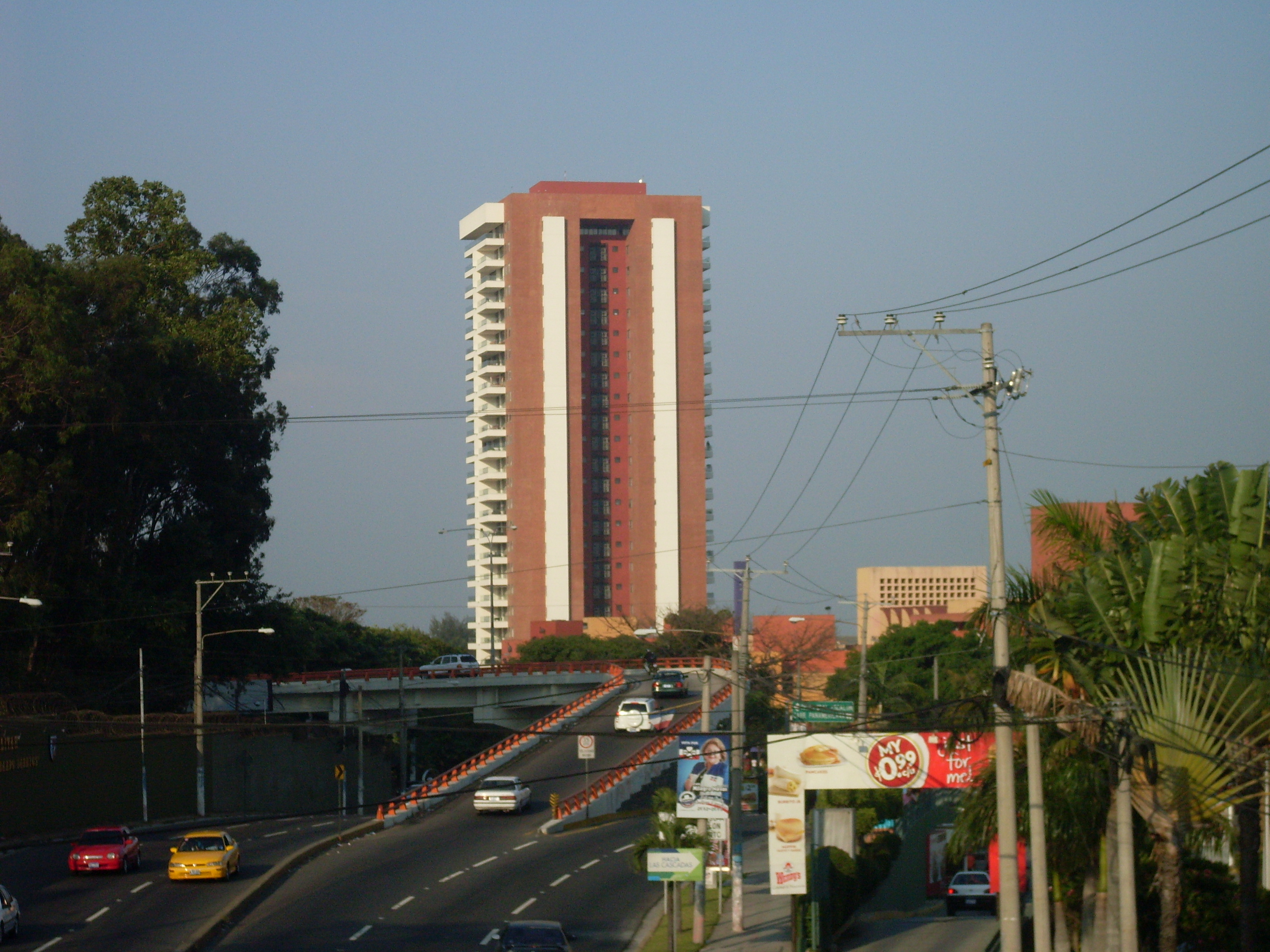
Délről nézve, távolabbról
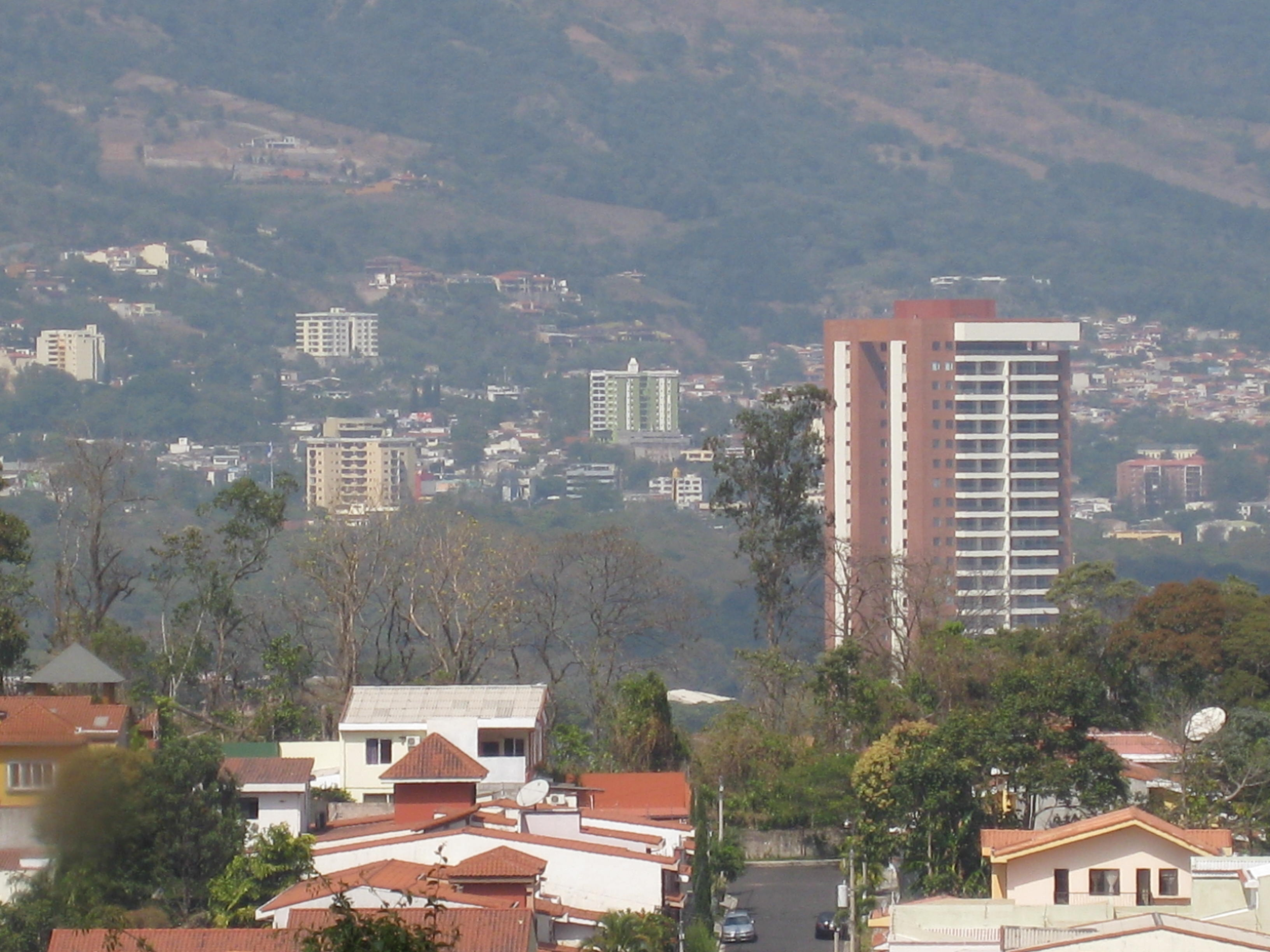
Környezetével együtt
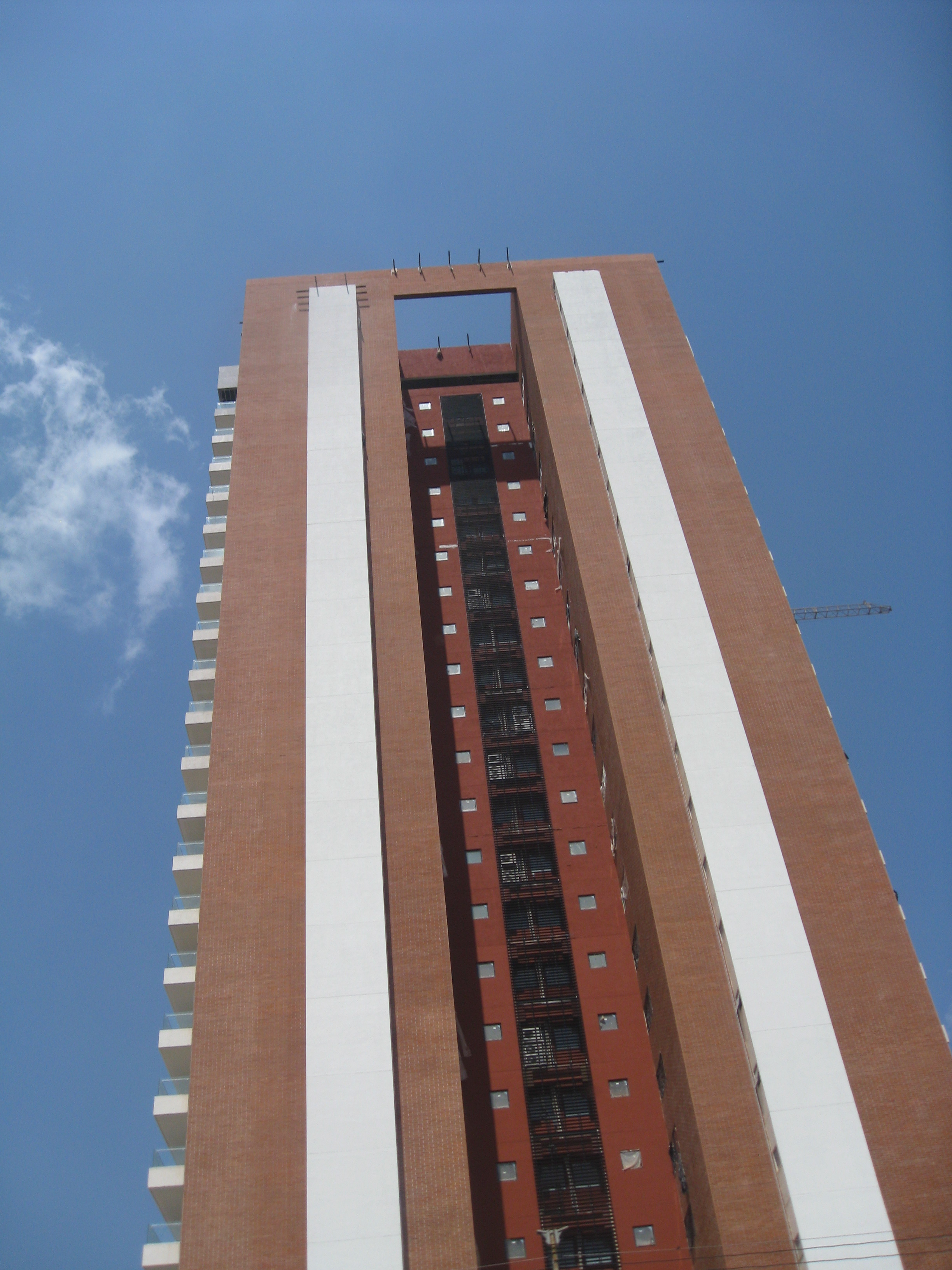
Felnézve a toronyra
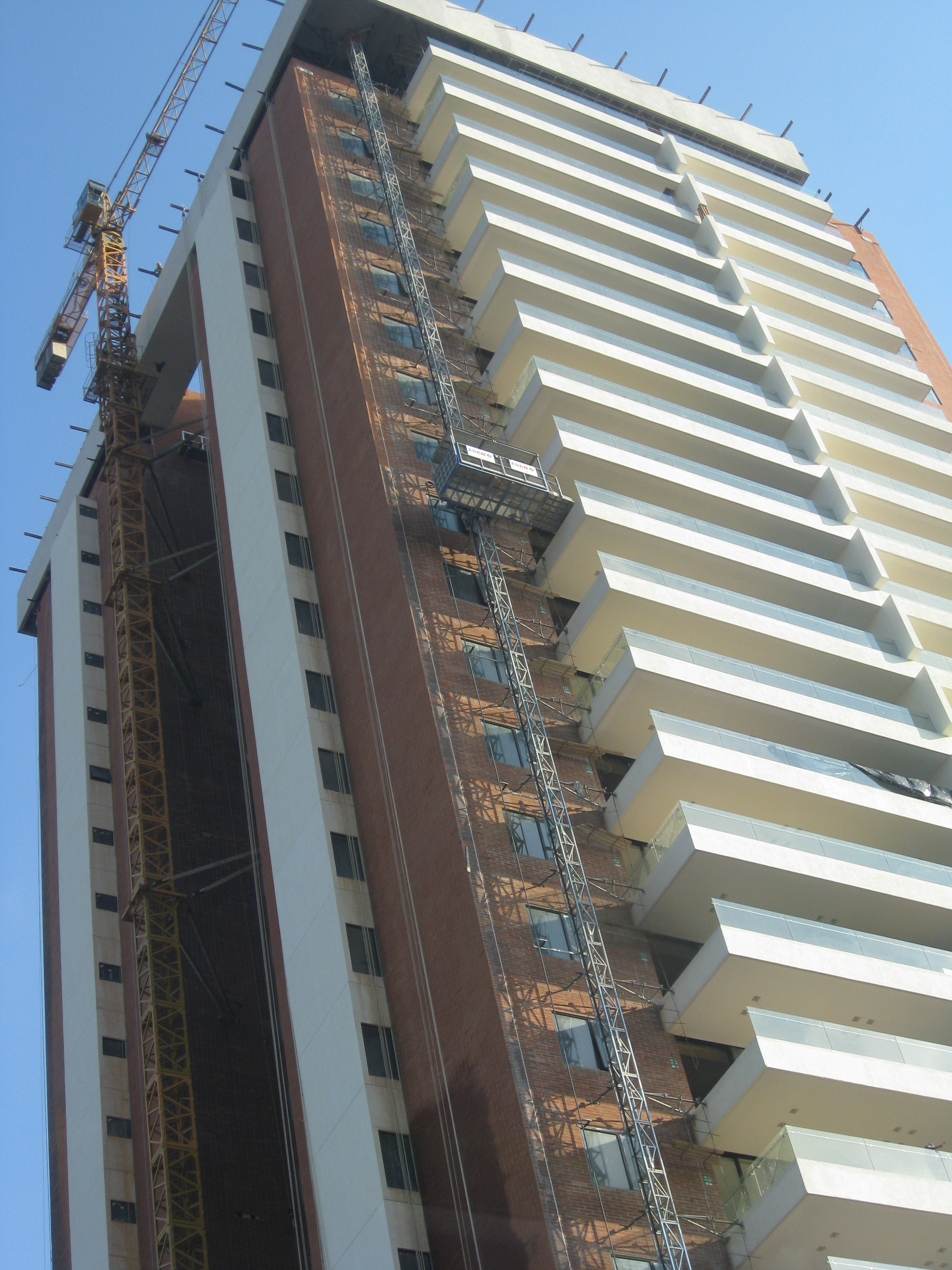
Felnézve